# II. Szilveszter pápa
II. Szilveszter (latinul: Silvester), (Saint-Simon, 938 – Róma, 1003. május 12.) a 141. pápa. Már felszentelése előtt is igen nagy befolyással és tisztelettel bírt az egyházon belül. Rendkívül tanult, értelmes ember volt, akiben az ész találkozott a buzgó hittel. Népszerű és nagy hatású egyházfő volt, de ő sem tudta elkerülni a római nemesség ellenszenvét, hiszen a történelem első francia pápájaként őt is a német császár kívánságára iktatták be hivatalába.

## Élete

### Fiatalkora
Gerbert d'Aurillac néven született 938-ban a mai Franciaország Auvergne tartományában, Aurillac városában. Szegény, tisztességes családban nőtt fel. Amikor elérte azt a kort, amikor a gyermekek elhagyják a szülői házat, Gerbert 963-ban csatlakozott a Saint-Geraud-kolostor bencés szerzeteseihez. Ekkor alapozta meg később oly nagyra becsült tudását. Sokat tanulmányozta a Bibliát és Isten elkötelezett híve lett.

Amikor 967-ben II. Borrel, Barcelona grófja meglátogatta a kolostor apátját, aki figyelmébe ajánlotta a tehetséges ifjút, és arra kérte, hogy vigye magával Gerbert-t Spanyolországba, hogy ott tanuljon. A gróf megfogadta az apát tanácsát, és a következő évben Gerbert már a keresztény fennhatóság alatt álló Barcelona iskoláiban tanult. Később délebbre utazott, az arab uralom alatt álló Córdobába és Sevillába, hogy ott elsajátítsa a fejlett arab tudományokat. Matematikát, asztrológiát és aritmetikát tanult sok egyéb mellett. 969-ben Borrel gróf Rómába zarándokolt, és magával vitte Gerbert-t is. Itt az ifjú szerzetes találkozott XIII. János pápával és Nagy Ottó császárral is. A két magas rangú férfiút lenyűgözte Gerbert nagy tudása, főként matematikai ügyessége. Ezért Ottó megkérte Gerbert-t, hogy tartson vele a királyi udvarba, és legyen gyermeke, a későbbi II. Ottó császár tanítómestere.
Évekkel később a császár elengedte Gerbert-t, aki Reimsbe ment, és ott folytatta tanulmányait. Nagy tudása révén hamar Adalbero érsek támogatottja lett, így taníthatott is a reimsi egyházi iskolában. Amikor II. Ottó 983-ban a császári trónra lépett, hálából kinevezte Gerbert-t a bobbiói kolostor apátjának, és a vidék grófjának. Azonban Gerbert szellemének nem volt megfelelő Bobbio, ezért nemsokára visszatért Reimsbe. Más források szerint Gerbert összetűzésbe került a szerzetesekkel, és a környék nemeseivel. Azok fellázadtak ellene, és ezért kellett elhagynia Bobbiót.
Miután II. Ottó 984-ben meghalt, aktív részt vállalt a politikában. Nyíltan ellenezte Lothár nyugati frank király uralkodását, és miután 978-ban és 984-ben hadjáratot indított, hogy elfoglalja III. Ottó királytól Lotaringiát, Capet Hugó mellé állt a francia trón megszerzésében.
Ezalatt meghalt Gerbert patrónusa, Adalbero érsek, és helyére 988-ban Hugó Arnulfot nevezte ki, aki Lothár törvénytelen gyermeke volt, és legfőbb ellenfelének, Lotaringiai Károlynak (953-991) unokafivére. A kinevezés után nem sokkal Károlynak sikerült elfoglalnia Reims városát, és Arnulfot börtönbe vetette. Hugó árulást gyanított emögött, és megfosztotta hivatalától Arnulfot. Idővel Hugó visszafoglalta a várost, és 991-ben zsinatot hívott össze, amelyen elvette Arnulftól az érseki rangot, és azt Gerbert-nek adományozta. Az új érsek azonnal tartományi zsinatot hívott össze Chelában, amelyen az uralkodó jelenlététől függetlenül megerősíttette hivatalát. Azonban XV. János pápa törvénytelennek tartotta Arnulf elűzését, ezért több zsinaton is elítélte a történteket, és Gerbert-t megfosztotta hatalmától. Ennek csak 995-ben sikerült érvényt szerezni. Gerbert átadta hivatalát Arnulfnak, és III. Ottó udvarába ment, ahol az uralkodó legfőbb tanácsadója és nevelője lett. Így kíséretének tagja volt akkor is, amikor Ottó Rómába vonult, hogy császárrá koronázzák. 998-ban V. Gergely pápa Ravenna érsekévé szentelte fel az Itáliában maradt Gerbert-t. Amikor Gergely váratlanul meghalt 999 februárjában, Ottó nyomására a pápaválasztó zsinat Gerbert-t választotta meg egyházfőnek 999. április 2-án.

### Pápasága
Felszentelése után I. Szilveszter pápa emléke előtt tisztelegve felvette a II. Szilveszter nevet. Névelődje Constantinus császár tanácsadója volt, és mivel ő hasonló viszonyban volt Ottóval, ezért megalapozottnak látta döntését. A történelem első francia pápája volt. Pontifikátusa során szoros barátságban és szövetségben maradt az aacheni udvarral. Ottó és Szilveszter többször is együttműködtek egy szilárd keresztény birodalom megalkotásában. Mindemellett az egyházfő új hivatalát a lehető legkomolyabban vette. Buzgó vallásossága és hite a krónikák alapján szinte minden döntését áthatotta. Így trónra lépése után nemsokára levelet írt Arnulfnak, és megerősítette őt reimsi méltóságában.

Európa keleti népeinek térítésében pontifikátusának igen nagy szerep jutott. Megalapította Lengyelország és Magyarország első érsekségét. A korabeli források szerint Gniezno központtal hozott létre metropolita hivatalt a lengyel egyház vezetésére, és Esztergom központtal jött létre a magyar metropolita tisztség.  Róma független keresztény királyságnak ismerte el a Magyar Királyságot. A pápa a Szentszék vikáriusává tette meg Szent István magyar királyt. A Nagyobbik Legenda szerint ő küldte első királyunknak a koronát. Ezen kívül Szilveszter felvette a kapcsolatot I. Vlagyimir, kijevi fejedelem udvarával is. Ő tekinthető az első keresztény orosz uralkodónak.
Szilveszter az új évezred elején hatalmas lendülettel látott neki apostoli feladatainak, és az egyház megjavításának. Ezért több zsinatot is összehívott, hogy megerősítse az egyházi fegyelmet. Nagy energiát fektetett a szimónia elleni harcba, mindenek felett kiállt a cölibátus szentsége mellett, ami nem meglepő, hiszen abban korban nem volt szokatlan, hogy egyes magas rangú egyházi méltóságok ágyasokat tartanak. 

A pápa III. Ottó császárral igen baráti viszonyban volt, és Szilveszter gyakran döntött úgy, ahogyan azt patrónusának érdekei megkívánták. Mintegy viszonzásképpen Ottó nyolc itáliai grófságot ajándékozott a pápaságnak, amelyek egyébként korábban a Pápai Állam részét alkották. Azonban az uralkodó egy Gandersheimban tartott birodalmi gyűlésen hamisítványnak minősítette Constantinus császár adományát, amely az egyházfő fennhatóságát elismerte bizonyos közép-itáliai területek felett. Ezt Szilveszter nem akarta elfogadni, ezért 1001. február 1-jén zsinatot hívott össze, hogy a gandersheimi döntést újra átbeszéljék. A gyűlésnek nem született eredménye, ugyanis a római nemesek fellázadtak a német császár ellen, és így Szilveszter ellen is. Hamarosan mindkettőjük elmenekült a városból Ravennába. Rómában különböző főúri pártok küzdöttek egymás ellen a hatalom megszerzéséért. A császári seregek háromszor próbálták meg bevenni az örök várost, mindannyiszor sikertelenül, ráadásul a harmadik ostrom alkalmával Ottó is halálos sebet kapott. Szilveszter berekesztette a Todiban összehívott zsinatot, és a haldokló császárhoz utazott. 1002. január 23-án az uralkodó meghalt.

A pápa Ottó halála után úgy döntött, hogy visszatér Rómába, ahol a hatalmat még mindig nemesi pártok bitorolták. Visszatérte után hamarosan, 1003. május 12-én meghalt. Testét a lateráni Szent János-bazilikában temették el.

## Legendák Szilveszterről

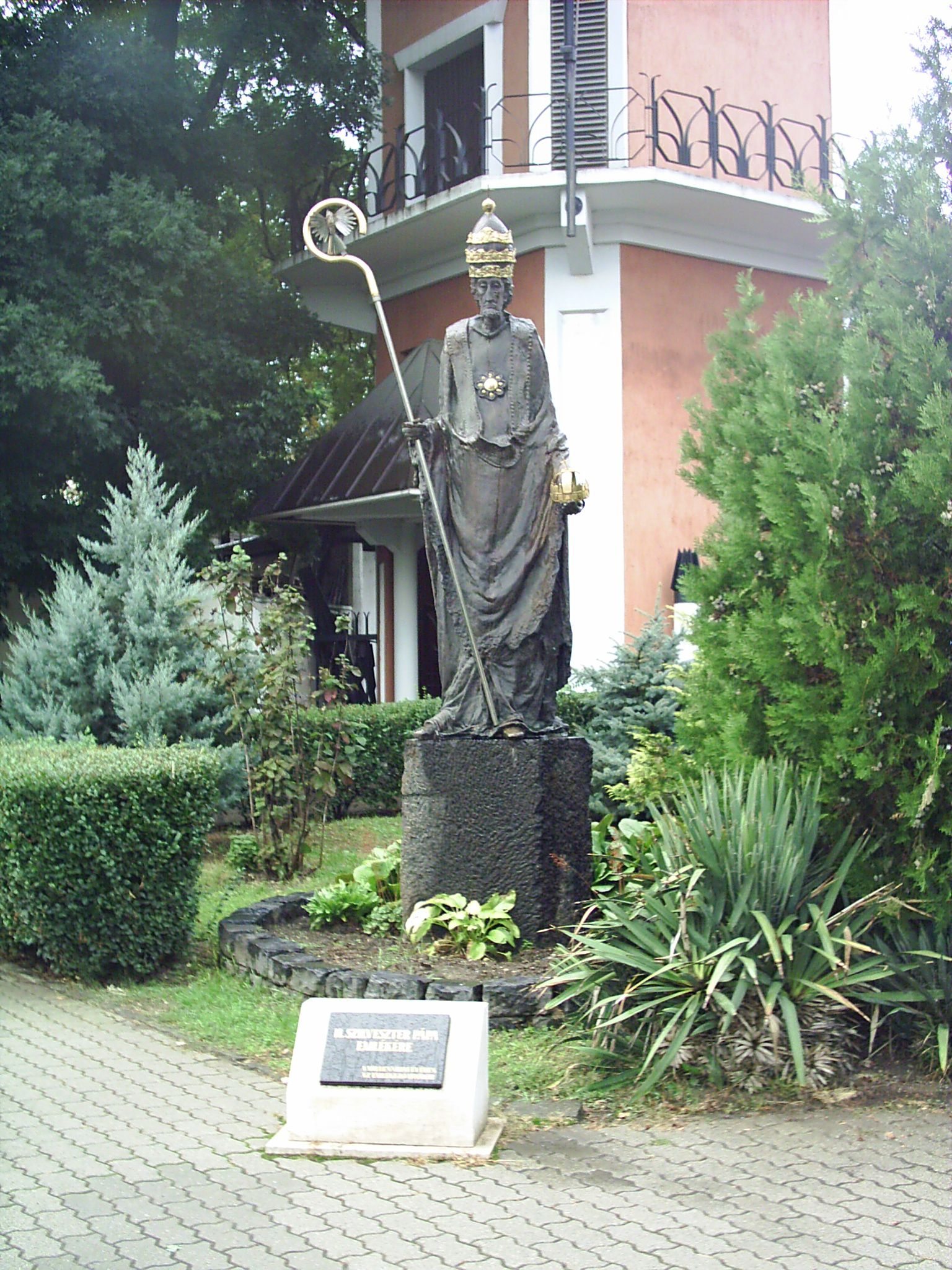
II. Szilveszter szobra a Szent Gellért-templom előtt. Varga Imre alkotása

Szilvesztert francia volta miatt a római nemesek nem kedvelték. Halála után majdnem egy évszázaddal, az akkor uralmon lévő egyházfőknek érdekükben állt, hogy befeketítsék a néhai pápát. Ezért ekkoriban több pletyka és legenda is lábra kelt Szilveszter életével kapcsolatban. Ezeknek valós alapot adtak azok az életrajzi tények, hogy fiatalkorában a keresztény Barcelonából egy időre a pogány arabok lakta déli területekre utazott, hogy tanuljon. 

Életének ebből a szakaszából származik az a történet, amely szerint Szilveszter mágiát és asztrológiát tanult Spanyolországban, amelyek akkoriban a boszorkányság jelei voltak. A legenda szerint a pápa Sevillában ellopott egy varázskönyvet az egyik arab filozófustól, aki gonosz varázslatainak köszönhetően mindent látott, amit a csillagok láttak. Szilveszter a történet szerint egy híd külső pilléréről lelógva kerülte el a varázsló figyelmét, hisz a híd alá nem ragyogtak be a csillagok. 

Egy másik történet azt meséli, hogy az egyházfő műhelyében épített magának egy bronz fejet, amely igennel vagy nemmel válaszolt minden kérdésére. Mások szerint más természetfölötti segítője volt: egy Meridiana nevű démon. Sokak szerint az ő segítségével szerezte meg a pápai trónt.
Megint mások úgy vélték, hogy Szent Péter trónját kockán nyerte el az ördögtől. A korabeli római források azt is említik, hogy Szilveszter két állítólagos segítője (a bronz fej és Meridiana) közül az egyik megjövendölte a főpásztornak, hogy amikor Jeruzsálemben misét tart majd, el fog jönni érte az ördög. Szilveszter rettegett az ige valóra válásától, és ezért hamarosan lemondott egy zarándoklatot a Szentföldre. Évek múltán a pápa misét pontifikált a római Jeruzsálemi Szűz Mária-templomban, amely a jóslattal egybecsengett, bár Szilveszter nem gondolt a templom nevére. Ezután hamarosan beteg lett, és meghalt. Ez utóbbi történethez kötődik a lateráni izzadó kő legendája.

## Tudományos munkássága
Korának legműveltebb embereként tartották számon. Tudása több szempontból is megelőzte korát Nyugat-Európában. A pogány kultúrájú ókori országok, Hellász és a Római Birodalom tudományát és tapasztalatait az egyház tiltotta, és eretneknek bélyegezte. Ezért ezen tudás hamar feledésbe merült, amelyhez nagy segítséget nyújtott a kor zavaros történelme is. Az ókor összegyűjtött ismereteit részben az arab világ tartotta meg, és közvetítésével került újra Európába.
Ezért aztán nem meglepő, hogy Szilveszter arab területen folytatott tanulmányai hatalmas tudományos vérttel szerelték fel. Sevillában tanulta meg az arab számok (helyi értékes) használatát, amelyek leegyszerűsítették a számtani műveleteket. Ráadásul könnyebb volt velük akár fejben számolni, mint a római számokkal. Azonban nemcsak ezt vezette be újra az öreg kontinens tudományos világába, hanem többek között az abakuszt és az ingaórát is. Reimsben hidraulikus emelőszerkezetet tervezett, amely messze meghaladta a középkor technikai színvonalát.
Sokkal meghatározóbb volt a későbbi korok tudósai számára, hogy tulajdonképpen Szilveszter volt az atyja a quadriviumnak, amely a trivium három tárgykörét (a grammatikát, a dialektikát és a retorikát) négy tudományággal bővítette ki: Az aritmetikával, a geometriával, a zenével és az asztronómiával. Maga Szilveszter is ismert volt zenei tehetségéről, több orgonát is készíttetett Itáliában. Ezek mellett filozófiai írásai is jelentősek voltak. Legismertebb matematikai művei közé tartozik a De geometria, a Libellus de numerorum divisione és az Epistola ad Adelbodum. Ezen felül híres a tudás fogalmát és osztályozását taglaló De rationali et de ratione uti című filozófiai műve is. Több kódex is szerepelt gyűjteményében.

## Művei
- Documenta Catholica Omnia (latin nyelven). (Hozzáférés: 2011. december 6.)

## Külső hivatkozások
- 2000. szeptember 14-17-ig Esztergomi konferencia II. Szilveszter pápáról

| Előző pápa: V. Gergely | Római pápa 999 – 1003 | Következő pápa: XVII. János |